# Onuphidae
Onuphidae (лат.) — семейство морских многощетинковых червей из отряда Eunicida. Эти черви могут достигать 3 м в длину и состоять из более чем 1000 сегментов. Онуфиды широко распространены в Мировом Океане, встречаются как в приливно-отливной зоне, так и на больших глубинах.

## Морфология
Головная лопасть несёт три пары антенн и одну пару пальп, имеющих в основании кольчатые подставки — цератофоры. На переднем крае простомиума расположены две фронтальные лопасти. На границе простомиума и перистомиума расположены парные ресничные полоски — нухальные органы. У некоторых представителей имеются глаза. Ротовое отверстие расположено вентрально и окружено парными верхними губами и непарной нижней губой. Буккальный отдел несёт мускульную глотку с парой сросшихся мандибул и сложно устроенным максиллярным аппаратом, состоящим из ряда зубных пластинок. Перистомиум состоит из одного сегмента, который часто несёт пару перистомиальных усиков, иногда усики могут отсутствовать. Передние несколько пар параподий (от 2 до 8) могут сильно видоизменяться, заметно укрупняться или приобретать вытянутую форму. Сегменты тела часто несут спинные жабры, расположенные в основании параподий. Жабры бывают простыми усиковидными, гребенчатыми или спиральными. Анальная лопасть несёт два или четыре усика. Параподии суб-одноветвистые с хорошо развитой невроподией и нотоподией, редуцированной до пучка внутренних щетинок — ацикул, расположенных внутри спинного параподиального усика.

## Образ жизни
Большинство онуфид обитает в трубках, несколько видов ведут роющий образ жизни. Трубки чрезвычайно разнообразны по форме и составу. Представители родов Hyalinoecia и Leptoecia строят полностью секретируемые органические трубки. Черви из рода Nothria обитают в плоских трубках, состоящих из тонкого внутреннего слоя, покрытого фрагментами раковин моллюсков или небольшими камешками. Как Nothria, так и Hyalinoecia и Leptoecia живут на поверхности грунта, активно перемещаясь с помощью массивных передних параподий. Эти черви являются всеядными падальщиками, питаясь различными остатками животного происхождения. Представители рода Diopatra обитают в вертикальных трубках, состоящих из тонкостенной части, расположенной под поверхностью субстрата, и сложно устроенной надсубстратной частью, покрытой различными частичками грунта, раковинами моллюсков и фораминифер, фрагментами водорослей и высших растений. Некоторые виды Diopatra являются своеобразными «фермерами», питаясь мелкими беспозвоночными, заселяющими сложно устроенную верхнюю часть собственной трубки. Черви из родов Longibrachium живут в коротких вертикальных илистых трубках, полностью погруженных в грунт. Эти черви являются засадными хищниками. Их видоизмененные удлиненные параподии, расположенные на передних сегментах тела, снабжены длинными крючковидными щетинками, которые приспособлены для захвата крупной добычи. Многие онуфиды из родов Onuphis, Kinbergonuphis, Mooreonuphis и Paradiopatra живут в простых цилиндрических илистых или песчаных трубках в толще грунта.

## Ископаемые остатки
Ископаемые остатки вида †Dualgenys erecta Courtinat, 1998 найдены в отложениях Юрского периода (Франция).

## Систематика
Онуфиды включают два монофилетических подсемейства: Hyalinoeciinae Paxton, 1986 и Onuphinae Kinberg, 1865, 22 рода и около 300 видов.
- Hyalinoeciinae Paxton, 1986
  - Anchinothria Paxton, 1986
  - Hyalinoecia Malmgren, 1867
  - Hyalospinifera Kucheruk, 1979
  - Leptoecia Chamberlin, 1919
  - Nothria Malmgren, 1866
- Onuphinae Kinberg, 1865
  - Americonuphis Fauchald, 1973
  - Aponuphis Kucheruk, 1978
  - Australonuphis Paxton, 1986
  - Brevibrachium Paxton, 1986
  - Diopatra Audouin & Milne Edwards, 1833
  - Fauchaldonuphis Paxton, 2005
  - Hartmanonuphis Paxton, 1986
  - Heptaceras Ehlers, 1868
  - Hirsutonuphis Paxton, 1986
  - Kinbergonuphis Fauchald, 1982
  - Longibrachium Paxton, 1986
  - Mooreonuphis Fauchald, 1982
  - Onuphis Audouin & Milne Edwards, 1833
  - Paradiopatra Ehlers, 1887
  - Paxtonia Budaeva & Fauchald, 2011
  - Protodiopatra Budaeva & Fauchald, 2011
  - Rhamphobrachium Ehlers, 1887